# Ian Smith
Ian Douglas Smith, rodezijski politik, vojaški pilot , * 8. april 1919, Selukwe (danes Shurugwi), Južna Rodezija (današnji Zimbabve), † 20. november 2007, Cape Town, Južnoafriška republika.
Smith je bil premier Britanske kronske kolonije Južna Rodezija od 16. aprila 1964 do 11. novembra 1965. 11. novembra 1965 je enostransko razglasil neodvisnost Južne Rodezije od Velike Britanije in jo oklical za republiko Rodezijo. Vlado Rodezije (zdaj Zimbabve) je vodil od 11. novembra 1965 do 1. junija 1979. Kot predsednik vlade je vzpostavil in bil odgovoren za politiko belske nadvlade in rasnega razlikovanja. Boril se je proti vzpostavitvi (črnske) večinske vladavine.